# Ellen MacArthur
Ellen Patricia MacArthur (ur. 8 lipca 1976) – angielska żeglarka długodystansowa. W dniu 7 lutego 2005 pobiła rekord świata w najszybszym solowym opłynięciu świata na jachcie. Została za to wyróżniona Orderem Imperium Brytyjskiego.

## Kariera
Interesowała się żeglarstwem od dziecka. Jako osiemnastolatka prowadziła szkolenia dla starszych od siebie kursantów w David King Nautical School w Hull. Została najmłodszym w historii Wielkiej Brytanii kapitanem. Później opłynęła samotnie Wielką Brytanię.
W 1996 wystartowała w regatach Europe 1. Zajęła 3. miejsce. W regatach Mini Fastnet w czerwcu 1997, kiedy płynęła z Keithem Willisem, zajęła 8. miejsce. W listopadzie 1997 wzięła udział w Mini Transat, płynąc na jachcie Le Poisson. Zajęła 15. miejsce. Zaczęła być zauważana. Brytyjski jachtklub przyznał jej tytuł żeglarza roku. We Francji określono ją mianem "młodej nadziei żeglarstwa".
W 1999 wzięła udział w regatach wokół Wysp Brytyjskich. We współpracy z Davidem Rowenem, płynąc na keczu Jeantex, zajęła 1. miejsce. Zyskała kolejnych sponsorów. Dzięki wsparciu firmy Kingfisher w 1999 uczestniczyła w regatach Route du Rhum. Zajęła w swojej klasie 1. miejsce. W klasyfikacji generalnej uplasowała się na 5. miejscu.
Ze względu na biegłą znajomość francuskiego brała udział w rejsach załóg mieszanych, występując m.in. z Yvesem Parlierem (zwycięstwo w Round Europe 1999 na trasie Genua - Lorient), z Yvanem Bourgnonem - zajęli 4. miejsce w Fastnet Race w 1999 na trimaranie Kingfisher.
W 1999 wzięła udział w Transat Jacques-Vabre. Ellen z towarzyszącym jej Yvesem Parlierem zajęła 5. miejsce w klasie jednokadłubowców.
MacArthur zyskała rozgłos w 2001, kiedy to zajęła drugie miejsce w solowych regatach "Vendee Globe". Była ich najmłodszą uczestniczką. Wystartowała na kingfisherze własnego projektu.
W 2004 Nigel Irens i Benoit Cabaret zaprojektowali specjalny kingfisher dla MacArthur. Obiekt był dostosowany do niskiego wzrostu żeglarki (1,57 m). W tym samym roku próbowała przepłynąć Atlantyk, ale skończyło się to niepowodzeniem.
28 listopada 2004 MacArthur wypłynęła na samotny rejs dookoła świata. Ukończyła go 8 lutego 2005, osiągając najkrótszy czas w historii. Po powrocie została Damą Orderu Imperium Brytyjskiego (była wówczas najmłodszą laureatką). Dostała stopień Honorowego Porucznika Królewskiej Rezerwy Marynarki Wojennej. Doceniona została także we Francji. Prezydent Nicolas Sarkozy uhonorował ją tytułem Damy Francuskiej Legii Honorowej.
W październiku 2009 MacArthur ogłosiła zamiar wycofania się z wyścigów wyczynowych, by skoncentrować się na wykorzystaniu zasobów i energii w gospodarce światowej.

### Rekordy
W czerwcu 2000 MacArthur przepłynęła jednokadłubowym kingfisherem z Plymouth w Wielkiej Brytanii do Newport w stanie Rhode Island w USA w 14 dni, 23 godziny i 11 minut. Jest to aktualny rekord w samotnym rejsie kobiety ze wschodu na zachód jachtem jednokadłubowym, a także rekord w samotnym rejsie kobiety na jakimkolwiek statku.
Drugie miejsce MacArthur w edycji Vendée Globe 2000–2001, z czasem 94 dni, 4 godziny i 25 minut, było rekordem świata w samotnym i nieprzerwanym opłynięciu świata przez kobietę na jachcie jednokadłubowym. Rekord utrzymywał się przez 20 lat, dopóki Clarisse Crémer nie pobiła go w edycji Vendée Globe 2020–2021.
W czerwcu 2004 MacArthur przepłynęła swoim trimaranem B&Q/Castorama z Ambrose Light w USA do Lizard Point w Kornwalii w Wielkiej Brytanii w 7 dni, 3 godziny i 50 minut. To nowy rekord świata w przeprawie transatlantyckiej kobiety. Pobiła poprzedni rekord załogowy i indywidualny.
W 2005 MacArthur pobiła istniejący rekord świata Francisa Joyona w samotnym nieprzerwanym okrążeniu świata. MacArthur przepłynęła trimaranem B&Q/Castorama 27,354 mile morskie (50,660 km) ze średnią prędkością 15,9 węzła. Jej czas (71 dni, 14 godzin, 18 minut i 33 sekundy) pobił ówczesny rekord świata Joyona o 1 dzień, 8 godzin, 35 minut i 49 sekund. Podczas rejsu spała nie więcej niż 20 minut na raz, gdyż dzień i noc musiała nieustannie czuwać. 23 listopada 2007 Joyon wypłynął jachtem IDEC 2, próbując ponownie pobić ten rekord. Osiągnął swój cel w 57 dni, 13 godzin 34 minuty i 6 sekund. Pomimo odzyskania rekordu przez Joyona, nadal opisywano czas MacArthur jako "niesamowite osiągnięcie".

## Organizacje charytatywne

### Ellen MacArthur Cancer Trust
W 2003 założyła Ellen MacArthur Trust (obecnie Ellen MacArthur Cancer Trust), organizację charytatywną, która działa na rzecz młodych ludzi w wieku od 8 do 24 lat włącznie, aby pomóc im odzyskać pewność siebie podczas zdrowienia z raka, białaczki i innych poważnych chorób.
W 2008 MacArthur połączyła siły z innymi sportowcami, aby wystosować apel o zebranie 4 milionów funtów na hospicjum dziecięce Rainbows. Celem było zapewnienie nieuleczalnie chorym młodym ludziom własnego, dostosowanego do indywidualnych potrzeb, miejsca do spania, aby umożliwić dzieciom z różnych grup wiekowych pobyt z rodziną.

### Ellen MacArthur Foundation
We wrześniu 2010 powstała Fundacja Ellen MacArthur, organizacja charytatywna, której celem jest przyspieszenie przejścia na regeneracyjną gospodarkę o obiegu zamkniętym. Czyni to przez poszerzanie wiedzy na temat gospodarki o obiegu zamkniętym, współpracę z biznesem, decydentami i naukowcami. Fundacja działa w trzech obszarach:
- edukacja inspirująca pokolenie do przemyślenia przyszłości;
- biznes – katalizowanie innowacji biznesowych;
- innowacja – szansa na rewolucję w planowaniu[2].

## Publikacje
W 2002 MacArthur wydała swoją pierwszą autobiografię zatytułowaną Taking on the World. Później napisała Race Against Time, opublikowany w 2005 dziennik swojej rekordowej podróży dookoła świata. We wrześniu 2010 została wydana jej druga autobiografia zatytułowana Full Circle.

## Udział w programach rozrywkowych
W 2009 McArthur pojawiła się w Desert Island Discs w BBC Radio 4. Poleciła książkę The SAS Survival Handbook Johna "Lofty" Wisemana, a jej maskotką był puszysty robak.
MacArthur była także ostatnią rekordzistką na Star in a Rasonably-Priced Car w programie telewizyjnym BBC Top Gear, aż do ósmej serii, kiedy zasady zostały zmienione, a poprzednie rekordy zdezaktualizowane. Zawody obejmowały czasowe okrążenie toru wyścigowego Suzuki Liana. Ukończyła okrążenie w 1 minutę 46,7 sekundy, pokonując Jimmy'ego Carra o 0,2 sekundy. MacArthur zdobyła nagrodę Top Gear dla najszybszego kierowcy w 2005.